# Corbinian Böhm

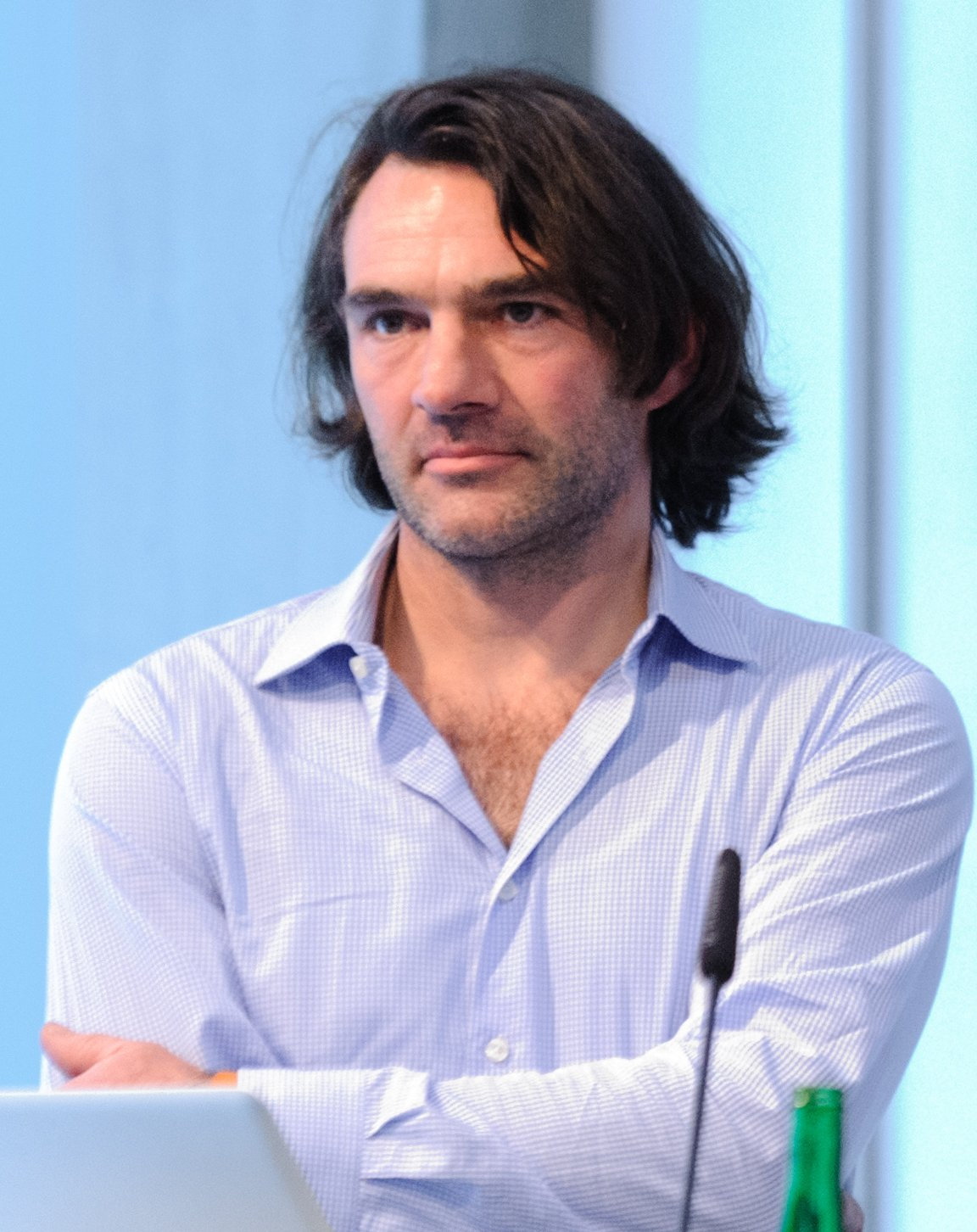
Corbinian Böhm (2012)

Corbinian Böhm (* 7. August 1966 in München) ist ein deutscher Bildhauer.

## Leben und Werk
Böhm wuchs mit fünf Geschwistern im Münchner Stadtteil Harlaching auf. Einer seiner Brüder ist der Extrembergsteiger und -skifahrer Benedikt Böhm. Er besuchte in München das Maria-Theresia-Gymnasium, das Klenze-Gymnasium und absolvierte das Abitur am Asam-Gymnasium. Im Anschluss studierte er bis 1990 Kunstgeschichte an der Ludwig-Maximilians-Universität München, absolvierte die Ausbildung zum Holz- und Steinbildhauer und studierte Bildhauerei an der Akademie der Bildenden Künste München bei Hans Ladner, Pia Stadtbäumer, Antony Gormley, Timm Ulrichs, Asta Gröting und Rita McBride.  Im Jahr 2000 bekam er sein Diplom zum Meisterschüler.
Zusammen mit Michael Gruber arbeitet er seit 1995 unter dem Namen Empfangshalle. Er ist Lehrbeauftragter für Aktmodellieren an der Akademie der Bildenden Künste München.